# University of Technology Sydney
De University of Technology Sydney is een universiteit in Sydney, Australië. Ze werd opgericht in het jaar 1870 als het Workingman's College. In 1882 werd de naam gewijzigd naar het Sydney Technical College. In 1969 volgde een nieuwe naamswijziging naar het New South Wales Institute of Technology. In 1988 verwierf de instelling de status van universiteit en volgde de tot heden laatste naamswijziging naar de huidige naam. In 2013 telde de universiteit 37.673 studenten.